# Offentliga affärer
Offentliga affärer är en svensk tidskrift som givits ut sedan 1991 Med fokus på offentlig upphandling, offentlig ekonomi, ledarskap och e-förvaltning.
Målgruppen är personer med inriktning på verksamhetsutveckling och förvaltningsfrågor.
Tidningen distribueras till landets samtliga kommuner, landsting, regioner och statliga myndigheter.